# Фріц Ланганке
Фріц Ланганке (нім. Fritz Langanke; 15 липня 1919, Гельзенкірхен — 10 липня 2012, Гельзенкірхен) — німецький офіцер, оберштурмфюрер СС (1945). Кавалер Лицарського хреста Залізного хреста.

## Біографія
З 1 квітня 1933 року — член Гітлер'югенду. 1 листопада 1937 року вступив у 10-ту роту полку СС «Германія», в 1938 році переведений у танковий взвод полку. Учасник Польської, Французької і Балканської кампаній, а також боїв на радянсько-німецькому фронті — спочатку як радист, потім як командир танку. В 1942 році призначений командиром танку розвідувального батальйону 2-го танкового полку СС. З кінця 1943 року — ордонанс-офіцер 1-го батальйону, потім командир взводу 2-ї роти 2-го танкового полку СС 2-ї танкової дивізії СС «Дас Райх». Учасник боїв у Нормандії. З 25 грудня 1944 року і до кінця Другої світової війни — командир взводу 2-ї роти свого полку.
Після війни Ланганке часто співпрацював з військовими істориками і ЗМІ як експерт по танках.

## Нагороди
- Медаль «У пам'ять 13 березня 1938 року»
- Медаль «У пам'ять 1 жовтня 1938»
- Залізний хрест
  - 2-го класу (10 серпня 1940)
  - 1-го класу (15 грудня 1941)
- Нагрудний знак «За танкову атаку»
- Лицарський хрест Залізного хреста (27 серпня 1944) — як штандартеноберюнкер СС і командир взводу 2-ї роти 2-го танкового полку СС 2-ї танкової дивізії СС «Дас Райх».